# Католицизам
Католицизам (грч. καθολικισμός; лат. catholicismus — „католицизам“), или римокатолицизам, је појам који означава хришћанску вјероисповијест, односно деноминацију организовану у виду Католичке цркве. Појам католицизам обухвата све аспекте постојања и деловања Католичке цркве, почевши од њених теолошких учења и еклесиолошких доктрина, преко литургијске и обредне праксе, до разних организационих, религијско-политичких и религијско-социјалних аспеката и моралних начела.
Католицизам је настао као резултат Великог раскола (1054), односно одвајања Католичке цркве и Православне цркве jeдне од друге. Основни узрок раскола било је питање изласка Светога Духа (Филиокве). Након коначног раскола, Цариградска Црква постала jе позната Православна Црква је , док је Римска Црква постала позната под називом Католичка црква.
Појам католицизам не треба мешати са појмом католичност који се односи на саборност као једно од четири обележја Цркве.

## Католичка црква
Католичка црква се састоји из 23 засебне цркве — Западне цркве и 22 источне католичке цркве. На челу Католичке цркве се налази римски бискуп — папа. Он има над Црквом апсолутну власт. При управљању Црквом помажу му надлештва Римске курије. Исту власт имају и сви бискупи сазвани на екуменском сабору.
Основна административна подјела свих аутономних цркава је подјела на бискупије, које се код источних католичких цркава називају епархије. Бискуп у својој бискупији има углавном сву власт, ограничену једино црквеним правом и папском влашћу.

## Доктрина
Доктрина католицизма заснива се на Библији и Светом предању, које укључује одређена правила васељенских сабора. Основна правила су изложена у Катихизису Католичке цркве (лат. Catechismus Catholicae Ecclesiae), а све остало канонско право је систематизовано и изложено у Кодексу канонског права.

### Основне одлике
Католичка црква има разна доктринална правила од којих су нека заједничка са другим хришћанским вјероисповијестима, а нека специфична за католике:
- вјера у директно и непрекинуто организационо наслеђе од првобитне Цркве коју је основао Исус Христос;
- вјера да је Црква носилац јединства и свеукупности учења Исуса и његових апостола;
- коришћење светих слика, свећа, музике и свете воде у обредима;
- вера да је евхаристија истински тијело и крв Христова;
- разликовање две врсте дивљења према светима: latria је клањање Богу, а dulia свецима;
- вера у могућност „истеривања духова“ (егзорцизам);
- вера у непогрешивост папе (догмат о папској незаблудивости);
- догмат о безгрешном зачећу Дјеве Марије;
- велико поштовање Дјеве Марије (hyperdulia);
- нераскидивост свете тајне брака; постоји само могућност признања о неважењу брака;
- поштовање мученика, светаца и блаженика разликујући начин обожавања;
- учење о чистилишту;
- учење о индулгенцијама;
- учење о двоструком исхођењу Светог духа филиокве;
- централизована црквена организација, насупрот православним аутокефалним и аутономним црквама;
- монархистичка власт римског папе над цијелом Црквом.

### Обреди
У Католичкој цркви постоји седам светих тајни:
- крштење;
- брак;
- миропомазање (конфирмација);
- евхаристија;
- исповијед;
- освећење уља;
- свештенство.

Постоји неколико богослужбених обреда: латински обред, други западни обреди и источни литургијски обреди. Латински обред користи Западна црква.

### Одлике латинског обреда
Одлике латинског обреда су:
- обавезни целибат свештенства;
- крштење, у већини случајева, обавља се полијевањем воде на главу, а не погружењем главе у воду;
- миропомазање може вршити једино бискуп (свештеник може вршити ту свету тајну само у изузетним случајевима, нпр. у случају нечије смртне опасности);
- при евхаристији се, по правилу, користи бесквасни хљеб;
- причешћивање мирјана или тијелом, или тијелом и крвљу Христа — и прво и друго се сматра за потпуно причешће; причешћивање свештенства се врши увијек тијелом и крвљу;
- додавање „и од Сина“ (филиокве) у Симбол вјере. Католичко учење учи да Свети дух исходи и од Оца и од Сина, насупрот православном учењу да Свети дух исходи само од Оца;
- наглашава се значење ријечи Христа у анафори умјесто епиклези;
- крсти се слијева надесно, а не здесна налијево како је у византијском обреду (православљу); и с пет прстију као симбол пет рана Христових.

## Распрострањеност
Католицизам је највећа (по броју вјерника) хришћанска вјероисповијест. Према подацима из 2011, у свијету постоји око 1,18 милијарди католика.
Католицизам је основна религија у многим европским државама (Француска, Италија, Шпанија, Португал, Аустрија, Белгија, Пољска, Чешка, Мађарска, Словачка, Словенија, Хрватска, Ирска, Малта и др). У 21 држави Европе, католици чине већину становништва, а у Њемачкој, Холандији и Швајцарској — половину.
На западној хемисфери, католицизам је распрострањен у цијелој Јужној и Централној Америци, у Мексику, на Куби, у Канади и САД.
У Азији, католици преовлађују на Филипинима и у Источном Тимору, а велики број католика је и у Вијетнаму, Јужној Кореји и Кини.
На Блиском истоку, католици су присутни у Либану (маронити и др.).
У Африци, према разним оцјенама, живи од 110 до 175 милиона католика.
Гркокатолицизам (или католицизам византијског обреда) распрострањен је међу Бјелорусима, Словацима, Мађарима, Румунима, Украјинцима, Закарпатским Русинима итд.; а такође мањим дијелом и међу Албанцима, Грцима, Бугарима, Србима и Русима. Католици других источних обреда живе у Индији, на Блиском истоку, Египту, Етиопији, Еритреји, Ираку итд.

## Критика православних
Критика православних теолога најбоље је исказана речима светог Јована Кронштатског у његовом делу ”Мисли о цркви”:
„Узрок свих лажи римокатоличке цркве је гордост и признање папе за стварну главу Цркве, и то још непогрешиву. Одатле све ропство западне цркве. Ропство мисли и вере, лишеност истинске слободе у вери и животу, јер је папа на све ставио своју тешку руку: одатле - лажни догмати, одатле - дволичност и лукавство у мишљењу, речима и деловању, одатле - разна лажна правила и установе приликом исповедања греха, одатле индулгенције; одатле - унакажавање догмата; одатле - фабриковања светаца у западној цркви, као и непостојећих моштију, Богом непрослављених; одатле - устајање на познање Божје (II Кор. 10, 5) и све врсте противљења Богу под видом борбе за већу славу Божју."
„Папе и паписти су се тако погордили и понели да су умислили да критикују самога Христа, Саму Ипостасну Премудрост Божју и (под изговором развоја догмата) у својој гордости, тако далеко дошли да су променили неке од Његових речи, заповести и установа, које не смеју бити промењене до краја света и века, на пример, реч о Духу Светом, заповест о Чаши Пречисте Крви Његове, Које су лишили мирјане, ни у шта не рачунајући речи апостола Павла: „Јер кад год једете овај хљеб и чашу ову пијете, смрт Господњу објављујете, докле не дође“ (I Кор. 11, 26); уместо квасног хлеба користе пресан“.